# کولنی
کولنی (به انگلیسی: Colney) یک روستا و محله مدنی در بریتانیا است که در South Norfolk واقع شده‌است. کولنی ۳٫۸۳ کیلومتر مربع مساحت و ۱۵۳ نفر جمعیت دارد.